# Panchlora vosseleri
Panchlora vosseleri är en kackerlacksart som beskrevs av Robert Walter Campbell Shelford 1908. Panchlora vosseleri ingår i släktet Panchlora och familjen jättekackerlackor.
Artens utbredningsområde är Tanzania. Inga underarter finns listade i Catalogue of Life.